# Iridopsis
Iridopsis är ett släkte av fjärilar. Iridopsis ingår i familjen mätare.

## Bildgalleri

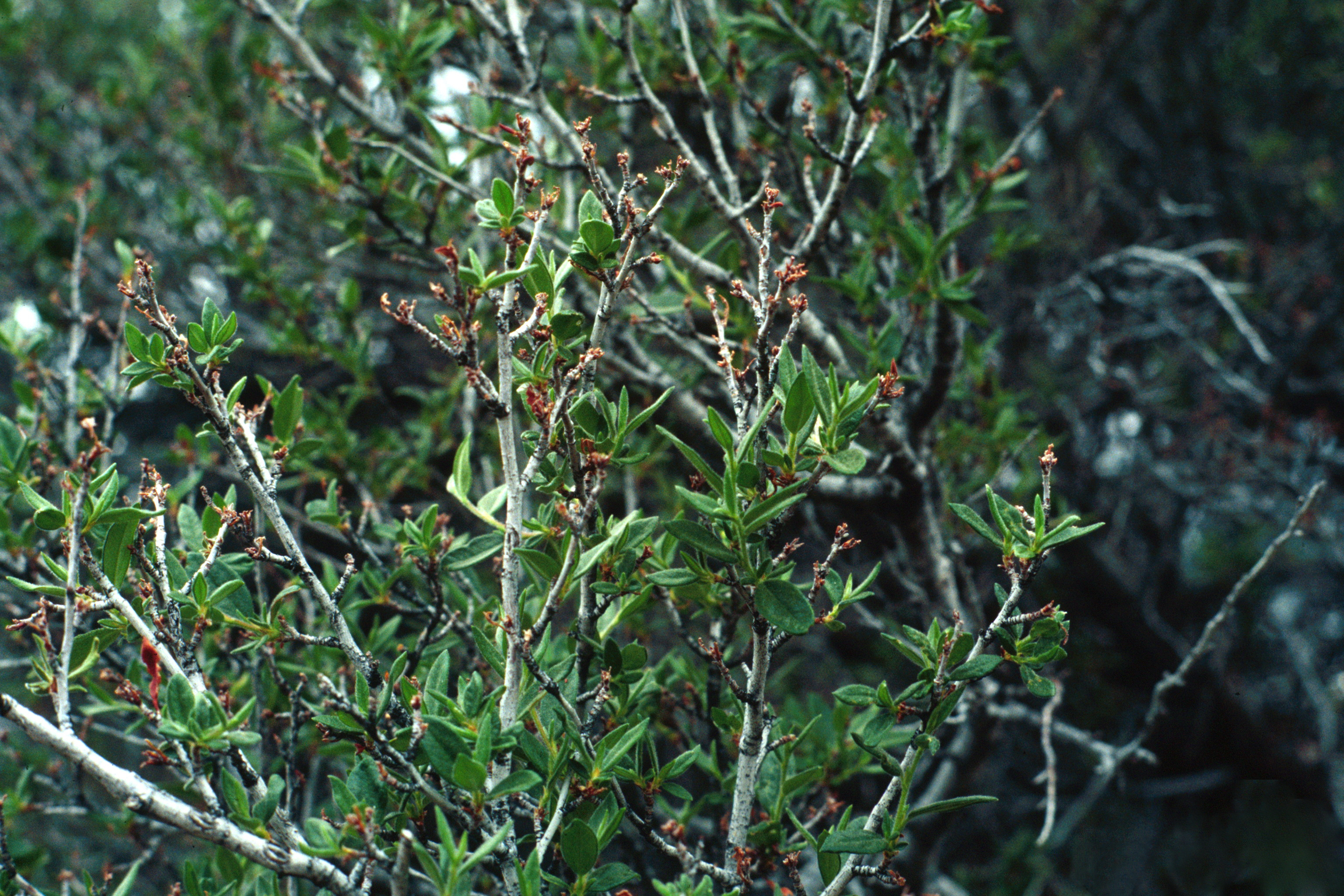
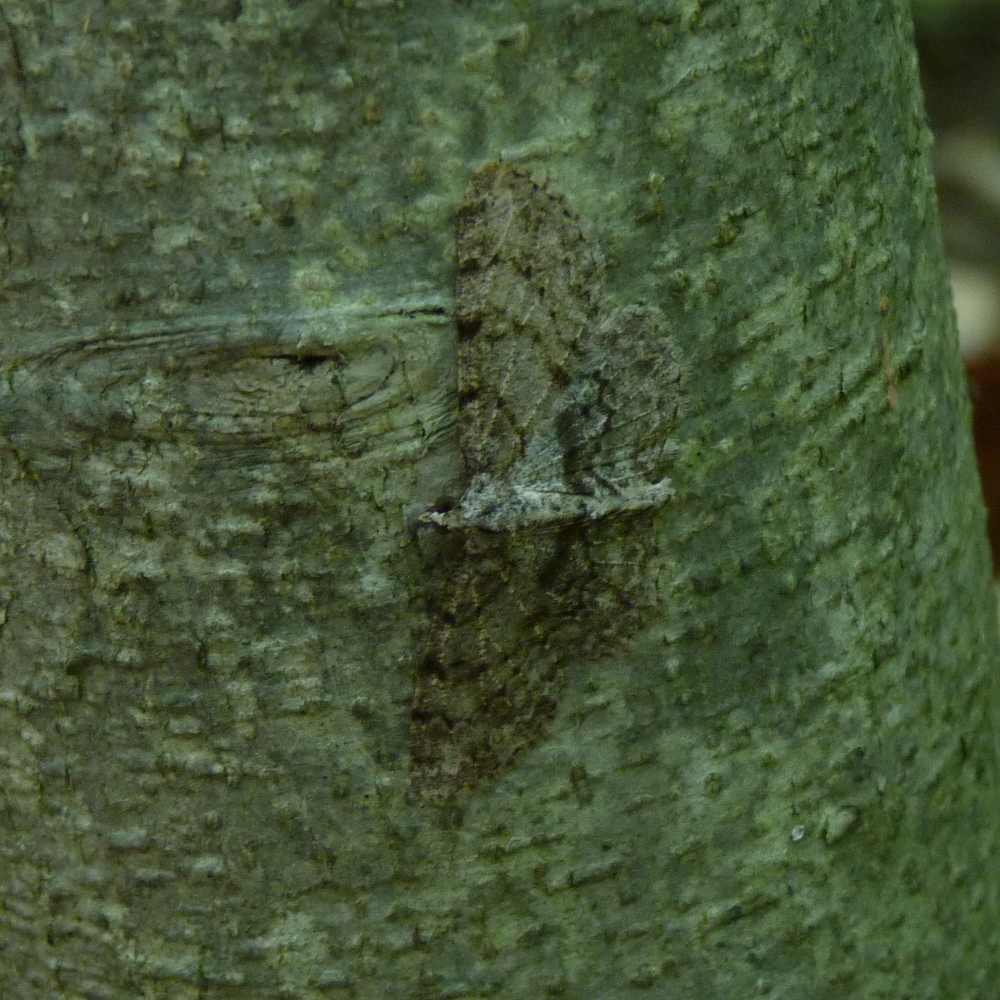
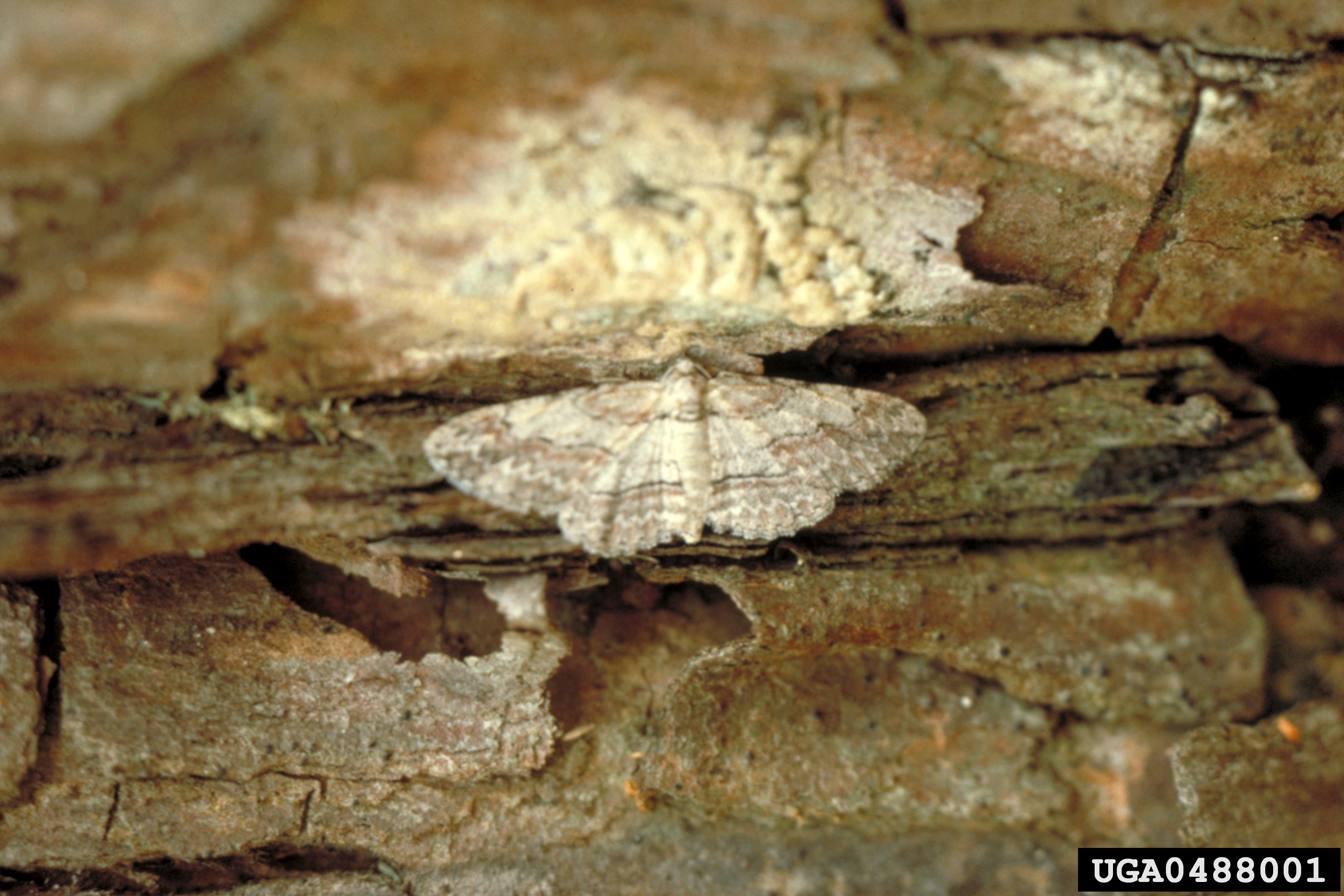
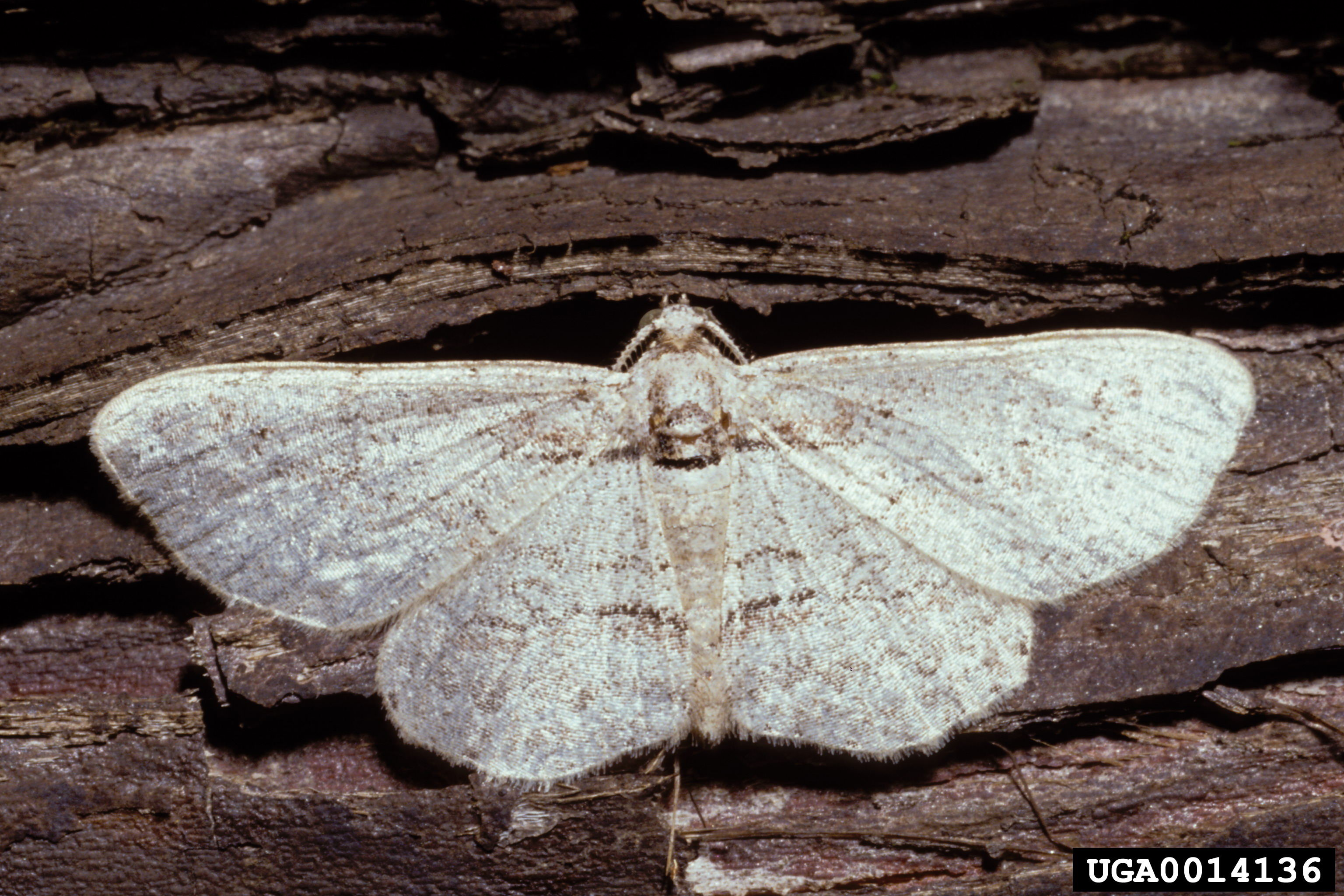
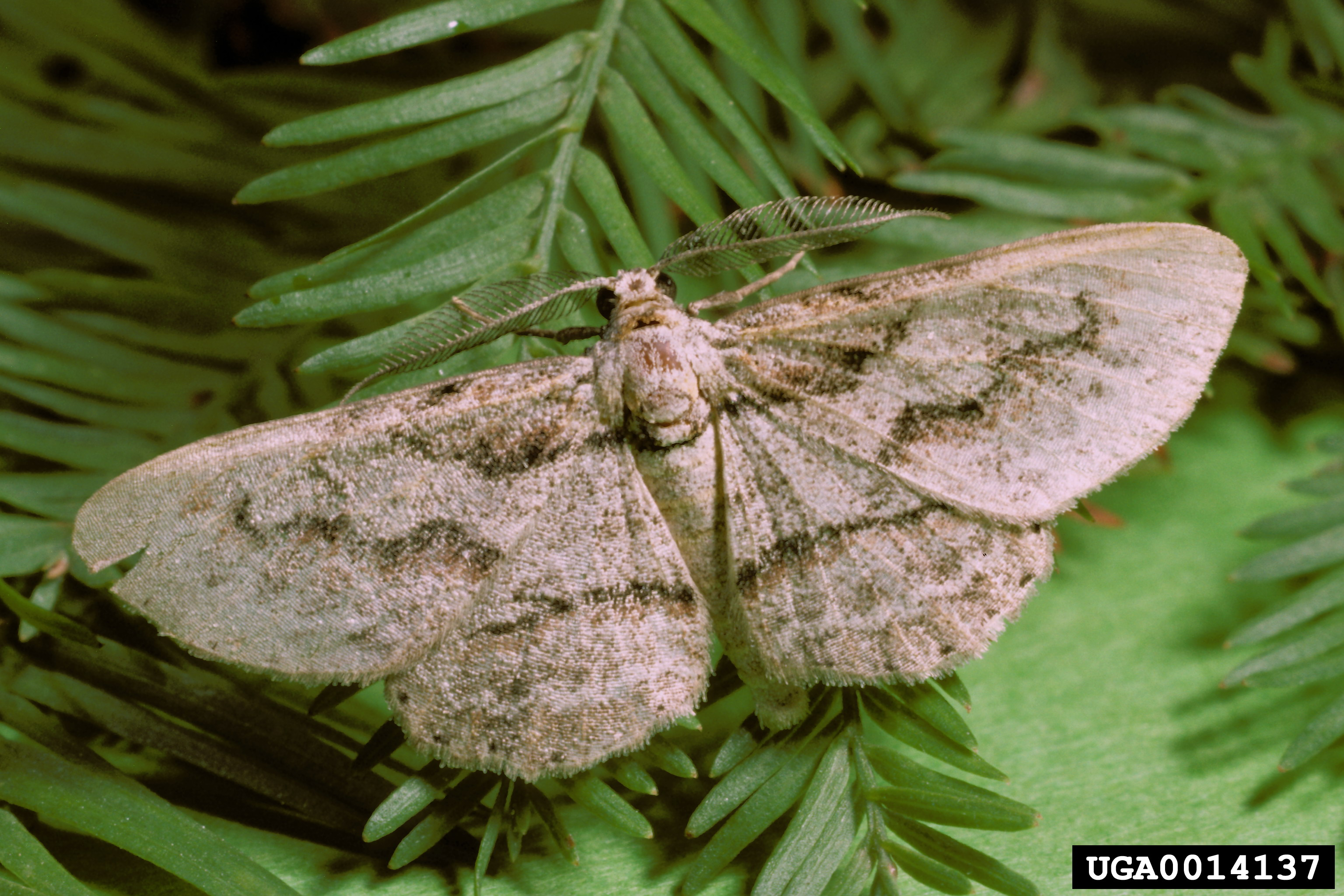
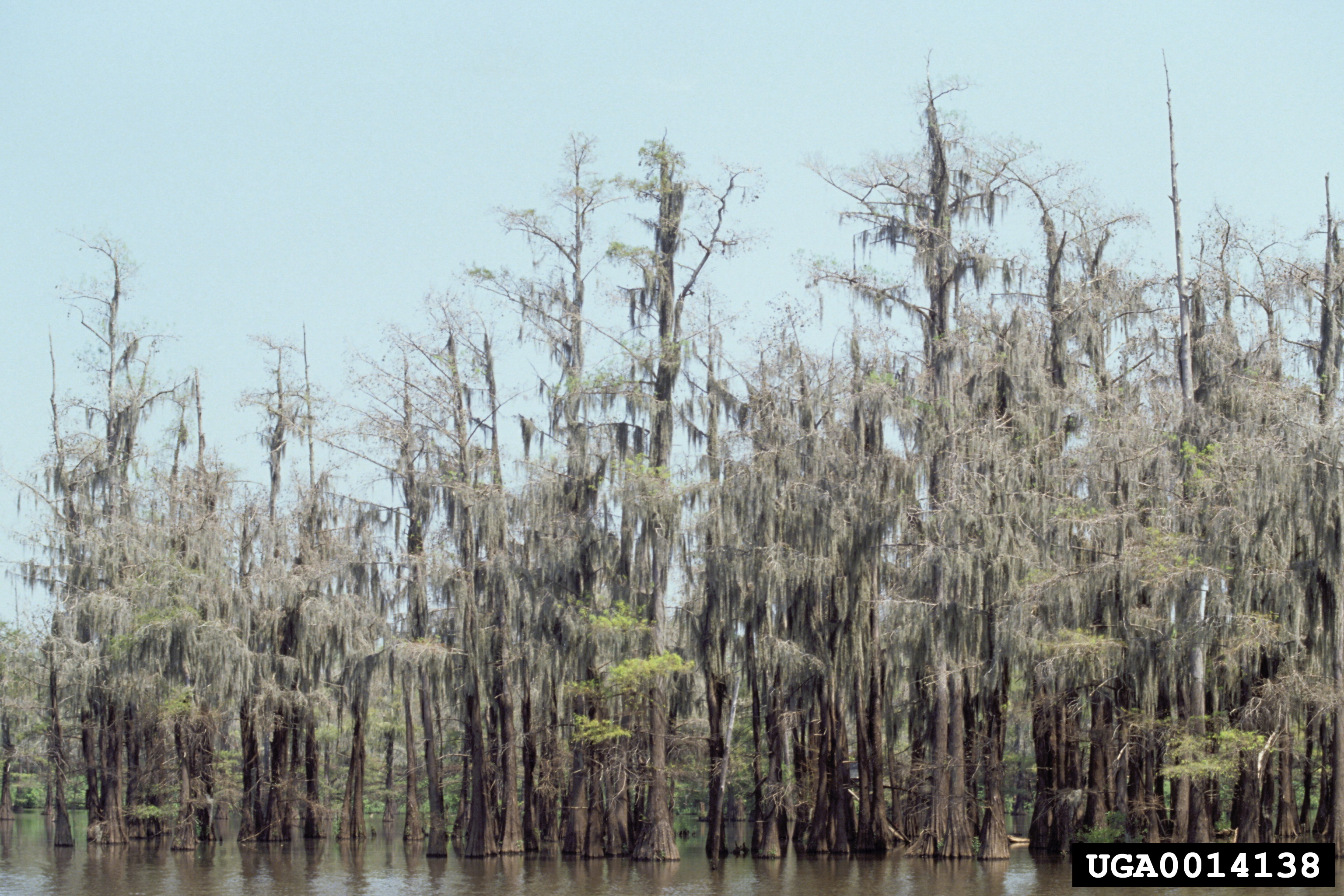

## Dottertaxa tillIridopsis, i alfabetisk ordning[1]
- Iridopsis abjectaria
- Iridopsis acieifera
- Iridopsis aglauros
- Iridopsis albescens
- Iridopsis alternata
- Iridopsis anaisaria
- Iridopsis appetens
- Iridopsis aviceps
- Iridopsis bolinaria
- Iridopsis brittonae
- Iridopsis candidata
- Iridopsis chalcea
- Iridopsis cinerascens
- Iridopsis ciocolatinaria
- Iridopsis commixtata
- Iridopsis delicata
- Iridopsis divisata
- Iridopsis emasculatum
- Iridopsis eupepla
- Iridopsis eutiches
- Iridopsis evolata
- Iridopsis fulvitincta
- Iridopsis fuscolimbaria
- Iridopsis fusilinea
- Iridopsis gaujoni
- Iridopsis gracilis
- Iridopsis grisescens
- Iridopsis haploancala
- Iridopsis huambaria
- Iridopsis humaria
- Iridopsis humilis
- Iridopsis hypsinephes
- Iridopsis idonearia
- Iridopsis inflexaria
- Iridopsis invenusta
- Iridopsis jurgina
- Iridopsis larvaria
- Iridopsis leucochitonia
- Iridopsis litharia
- Iridopsis luciaria
- Iridopsis mastistes
- Iridopsis mossi
- Iridopsis muscinaria
- Iridopsis nephotessares
- Iridopsis nigraria
- Iridopsis oberthuri
- Iridopsis obliquata
- Iridopsis pallescens
- Iridopsis pandrosos
- Iridopsis panopla
- Iridopsis piperata
- Iridopsis radiata
- Iridopsis rectura
- Iridopsis reissi
- Iridopsis rufisparsa
- Iridopsis rupertata
- Iridopsis salmonearia
- Iridopsis sapulena
- Iridopsis schistacea
- Iridopsis schreiteri
- Iridopsis scolancala
- Iridopsis silia
- Iridopsis striata
- Iridopsis subapicata
- Iridopsis subferraria
- Iridopsis submarginata
- Iridopsis subnigrata
- Iridopsis subnotata
- Iridopsis superscripta
- Iridopsis syrniana
- Iridopsis syrniaria
- Iridopsis tanymetra
- Iridopsis transvisata
- Iridopsis tristaria
- Iridopsis ustifumosa
- Iridopsis vacillaria
- Iridopsis validaria
- Iridopsis vicaria
- Iridopsis vidriadaria
- Iridopsis wnotata